# گوتاخ یم برایسگاو
گوتاخ یم برایسگاو (به آلمانی: Gutach im Breisgau) یک شهر در آلمان است که در امندینگن واقع شده‌است. گوتاخ یم برایسگاو ۴٬۴۵۵ نفر جمعیت دارد.

## خواهرخوانده
شهرهای وورتینگ، Grumbach و یون‌اشتات خواهرخوانده‌های گوتاخ یم برایسگاو هستند.